# Et uus saaks alguse
Et uus saaks alguse (uitspraak: eet oes saaks algusee, Nederlands: (dus) er kan een nieuw begin zijn) is een single van de Estische zangeres Birgit Õigemeel. Het was de Estische inzending voor het Eurovisiesongfestival 2013 in Malmö, Zweden. Met het nummer werd de 20e plaats behaald. Het nummer is geschreven door Mihkel Mattisen en Silvia Soro. Het lied wordt gezongen in het Estisch. 

## Hitlijsten
| Hitlijst                | Hoogste positie |
| ----------------------- | --------------- |
| Estland (Elmari Top 10) | 1               |
| Estland (Uuno top 25)   | 3               |